# Rosenegg (Berg)
Das Rosenegg befindet sich auf der Gemarkung der Gemeinde Rielasingen-Worblingen im Landkreis Konstanz in Baden-Württemberg, Deutschland.

## Lage und Umgebung
Der Berg liegt im Naturraum Hegau eineinhalb Kilometer westlich der Gemeinde Rielasingen-Worblingen, unmittelbar östlich der Schweizer Grenze.

## Geologie
Das Rosenegg ist vulkanischen Ursprungs. Der Phonolithkegel ist nur an wenigen Stellen aufgeschlossen. Die Besonderheit des sehr harten Rosenegg-Deckentuffs ist das Vorkommen eines grünschwarzen Bronzit.

## Bauwerke
- Ruine Rosenegg
- Wallbefestigung auf dem Rosenegg
- Im Bereich der Vorburg: landwirtschaftliches Anwesen und Gasthaus
- Sender Rosenegg